# Erflaters van onze beschaving. Nederlandse gestalten uit zes eeuwen
Erflaters van onze beschaving. Nederlandse gestalten uit zes eeuwen is een werk van de historici Jan Romein en zijn vrouw Annie Romein-Verschoor. De oorspronkelijke uitgave van het werk bestaat uit vier delen, waarin de biografieën van belangrijke figuren uit de geschiedenis van Nederland worden beschreven.

## Publicatiegeschiedenis
De vier delen verschenen tussen 1938 en 1940, en zijn later ook gebundeld uitgegeven. In 1971 verscheen een herziene en bijgewerkte editie. Erflaters moet gezien worden als aanvulling van het klassieke De lage landen bij de zee. Een geschiedenis van het Nederlandse volk, waar de biografieën van bekende personen bewust werden weggelaten. 

## Behandelde personen

### Deel I:  Veertiende tot zestiende eeuw
- Filips van Leiden
- Geert Groote
- Jeroen Bosch
- Desiderius Erasmus
- Willem van Oranje
- Filips van Marnix
- Johan van Oldenbarnevelt
- Simon Stevin

### Deel II: Zeventiende eeuw
- Jan Pietersz. Sweelinck
- Huig de Groot
- Jan Pietersz. Coen
- Louis de Geer
- Joost van den Vondel
- Rembrandt van Rijn
- Michiel Adriaensz. de Ruyter
- Johan de Witt
- Christiaen Huygens
- Benedictus Spinoza

### Deel III: Zeventiende tot negentiende eeuw
- Jan Swammerdam
- Herman Boerhaave
- Frans Hemsterhuis
- Elizabeth Wolff-Bekker
- Joan Derk van der Capellen
- Willem Bilderdijk
- Gijsbert Karel van Hogendorp
- Willem de Eerste

### Deel IV: Negentiende eeuw
- Johan Rudolph Thorbecke
- Franciscus Cornelis Donders
- Eduard Douwes Dekker
- Conrad Busken Huet
- Abraham Kuyper
- Herman Schaepman
- Ferdinand Domela Nieuwenhuis
- Vincent van Gogh
- Hendrik Petrus Berlage
- Herman Gorter